# Julien Klemczyński
 (septembre 2021).
Julien Théodore Klemczyński, né en 1810 à Stare Miasto près de Kalisz et mort le 28 octobre 1854 dans l'ancien 3e arrondissement de Paris, est un pianiste et compositeur polonais qui a passé l'essentiel de sa carrière en France.

## Biographie
Son père est un musicien, Julian Teodor obtient son diplôme d'études secondaires en 1825 à Kalisz (aujourd'hui l'école secondaire porte le nom Adam Asnyk) et commence l'étude du droit et de l'administration à Varsovie. Il rejoint une société étudiante secrète, puis est arrêté par la police et placé en garde à vue; il est expulsé de l'université en 1827. En 1831, il participe à l'Insurrection de Novembre, sous le commandement du général Maciej Rybiński, mais l'échec le pousse à l'exil.
En 1831, Klemczynski émigre en France avec ses compatriotes. Il s'installe d'abord à Meaux où il est professeur de musique, puis à Paris en 1833. Entre 1832 et 1837, il est membre de la Société démocratique polonaise. Il publie un grand nombre de ses compositions sur des thèmes d'opéras, particulièrement de duos pour piano et flûte dont quelques-uns en collaboration avec M Deneux. Vingt éditeurs de musique ont publié son travail, attestant de sa popularité.
Il est marié à Louise Marguerite Thévin (1807-1876). Il est mort à Paris en 1854 et enterré dans le Cimetière de Montmartre, avenue des Anglais.

## Réception
Divers critiques ayant écrit dans la Gazette musicale de Paris de 1834 à 1835 indiquent que sa musique était une musique de salon typique mettant l'accent sur le charme et un style brillant, bien que manquant d'originalité. 
Henri Blanchard, qui écrivait également dans la Gazette musicale de Paris, adopta un point de vue plus critique. Tout en soulignant la connaissance idiomatique de Klemczyński sur le violon, il a trouvé que la Fantaisie concertante du compositeur sur une cavatine des puritains de Bellini op. 14 était commune. Blanchard a déclaré que Klemczyński était ignorant des règles musicales car le compositeur avait choisi des clés inhabituelles pour les mouvements de son quatuor à cordes. 
Les critiques ultérieures de 1842 donnèrent une critique négative de l'ensemble de l'œuvre de Klemczyński, appelant son Impromptus op. 10 pire que ceux de Frédéric Chopin et décrivant une modulation brute en duo, op. 45, comme grotesque.

## Sources
- Blanchard, Henri (1839). "Revue critique" . Revue et Gazette Musicale de Paris . Paris. 6 (15): 18 .
- Chmara-Żaczkiewicz, Barbara (1997). "Julian Klemczyński". Encyklopedia muzyczna PWM . 5 Cracovie: Polskie Wydawn. Muzyczne. pp. 102-103.  (ISBN 8322433034) .
- Chechlińska, Zofia. Oxford Music Online: Musique en ligne Grove . Oxford University Press.
- Krosnowski, Adolphe Tabasz (1837-1838). Almanach historique ou souvenir de l'émigration polonaise . Paris: La Librairie Polonaise.